# Touchstone (Stargate SG-1)
Touchstone (La Piedra de Toque) es el décimo cuarto episodio de la segunda temporada de la serie de televisión de ciencia ficción Stargate SG-1. Corresponde al trigésimo sexto episodio de toda la serie. 

## Trama
El SG-1 vuelve a un planeta llamado Madrona, donde son acusados de robar un dispositivo, llamado la "Piedra de Toque", el cual controla el clima del planeta. Los nativos dicen que unos sujetos vestidos con ropas de SGC se lo llevaron, y que si no lo devuelven pronto Madrona será destruida. Logran convencer a los aldeanos que hallaran a los culpables y que devolverán el aparato. De regreso en la base, el SG-1 se entera en las noticias sobre extraños patrones climáticos que están ocurriendo en todo el orbe, lo que confirma que el aparato fue traído aquí, a la Tierra. Deducen que los ladrones debieron utilizar el Stargate Antártico, que se encuentra actualmente en el Área 51, por lo que el SG-1 es enviado a revisarlo. Allí, los recibe el Coronel Maybourne, quien les dice que el portal está bajo 24 horas de vigilancia y es imposible que alguien más lo use sin que él lo sepa. Sin embargo al revisar el Portal, descubren que no es el verdadero sino un replica. Para averiguar la ubicación del 2º portal, el equipo, vuelve a Madrona, sobrecarga el Stargate y marca a la Tierra, esperando que ocurra lo mismo que paso cuando Jack y Carter fueron a parar a la Antártica. Al llegar la sonda es inhabilitada por alguien, pero Carter logra triangular la ubicación en un algún lugar al sur de Utah. Finalmente, gracias a un contacto de Hammond descubren que el Stargate se encuentra en un hangar abandonado. El SG-1 llega hasta el lugar, recuperando el portal y la Piedra de Toque aunque no pudiendo capturar a los responsables, quienes alcanzan a huir a un mundo desconocido por el Portal.
El SG-1 vuelve rápidamente con el dispositivo climático a Madrona, recuperando su confianza y salvando a su planeta de la destrucción. Además, en la Tierra, viendo el peligro del 2º Stargate, se ha decidido colocar un Iris permanente en él, para evitar que alguien más lo utilice.

## Artistas invitados
- Tom McBeath como el Coronel Maybourne.
- Matthew Walker como Roham.
- Jerry Wasserman como Whitlow.
- Tiffany Knight como La-Moor.
- Eric Breker como el Mayor Reynolds.